# Chevilly VD
| VD ist das Kürzel für den Kanton Waadt in der Schweiz. Es wird verwendet, um Verwechslungen mit anderen Einträgen des Namens Chevilly zu vermeiden. |

Chevilly ([ʃəviji], im einheimischen frankoprovenzalischen Dialekt [(a) ʦəvəˈji] oder [(a) ʦəvəˈʎi]) ist eine politische Gemeinde im Distrikt Morges des Kantons Waadt in der Schweiz.

## Geographie
Chevilly liegt auf 575 m ü. M., 15 km nördlich der Bezirkshauptstadt Morges (Luftlinie). Das Haufendorf erstreckt sich an einem nach Osten abfallenden Hang, über der Talmulde des Veyron, im Waadtländer Mittelland.
Die Fläche des 3,9 km² grossen Gemeindegebiets umfasst einen Abschnitt des leicht gewellten Waadtländer Mittellandes. Das Gebiet wird im Osten durch den Veyron, im Nordwesten durch den Flusslauf der Venoge eingefasst. Während das Veyron-Tal relativ breit ist, fliesst die Venoge in einem schmalen, in das Jurafussplateau eingetieften Tal. Auf dem Plateau zwischen den beiden Tälern wird auf der Flur En Suit mit 625 m ü. M. der höchste Punkt von Chevilly erreicht. Nach Süden erstreckt sich der Gemeindeboden bis zur Gèbre, einem Seitenbach des Veyron. Von der Gemeindefläche entfielen 1997 6 % auf Siedlungen, 19 % auf Wald und Gehölze und 75 % auf Landwirtschaft.
Zu Chevilly gehören einige Einzelhöfe. Nachbargemeinden von Chevilly sind La Chaux (Cossonay), Moiry, Ferreyres, La Sarraz und Dizy.

## Bevölkerung
Mit 337 Einwohnern (Stand 31. Dezember 2023) gehört Chevilly zu den kleinen Gemeinden des Kantons Waadt. Von den Bewohnern sind 91,5 % französischsprachig, 3,8 % deutschsprachig und 1,0 % italienischsprachig (Stand 2000). Die Bevölkerungszahl von Chevilly belief sich 1850 auf 295 Einwohner, 1900 noch auf 221 Einwohner. Nachdem die Bevölkerung bis 1970 auf 120 Personen abgenommen hatte, wurde seither wieder eine deutliche Bevölkerungszunahme beobachtet.

## Wirtschaft
Chevilly lebt noch heute von der Landwirtschaft, hauptsächlich von Ackerbau, Viehzucht und Milchwirtschaft. Ausserhalb des primären Sektors gibt es nur wenige Arbeitsplätze im Dorf. Eine im 16. Jahrhundert erwähnte Mühle am Veyron war bis 1952 in Betrieb. In den letzten Jahrzehnten hat sich das Dorf auch zu einer Wohngemeinde entwickelt. Viele Erwerbstätige sind deshalb Wegpendler, die in La Sarraz und im Grossraum Lausanne arbeiten.

## Verkehr
Die Gemeinde liegt zwar abseits grösserer Durchgangsstrassen, ist aber von La Sarraz und Cossonay leicht zu erreichen. Chevilly ist nicht an das Netz des öffentlichen Verkehrs angebunden. Die nächsten Bahnhöfe befinden sich in La Sarraz und bei Cossonay.

## Geschichte
Die erste urkundliche Erwähnung des Ortes erfolgte erst 1540 unter dem Namen Chivillier. Der Ortsname geht wahrscheinlich auf einen Römer namens Cavilius zurück. Chevilly gehörte seit dem Mittelalter zur Herrschaft La Sarraz. Mit der Eroberung der Waadt durch Bern im Jahr 1536 kam das Dorf unter die Verwaltung der Vogtei Romainmôtier. Nach dem Zusammenbruch des Ancien Régime gehörte Chevilly von 1798 bis 1803 während der Helvetik zum Kanton Léman, der anschliessend mit der Inkraftsetzung der Mediationsverfassung im Kanton Waadt aufging. 1798 wurde es dem Bezirk Cossonay zugeteilt.

## Sehenswürdigkeiten
Die reformierte Kirche von Chevilly stammt aus dem 18. Jahrhundert und wurde 1898 restauriert. Ein Denkmal erinnert an der Maler Charles Gabriel Gleyre, der hier geboren wurde.

## Persönlichkeiten
- Charles Gleyre (1806–1874), Schweizer Maler